# Процес Голла-Еру
Процес Голла-Еру — основний промисловий процес виробництва алюмінію чистотою 99.5-99.8 %, який полягає у розчиненні оксиду алюмінію (глинозему), отриманого процесом Байєра, у розплавленому кріоліті й електролізі розплаву в спеціальній електропечі за температури 940—980 °C. Процес був винайдений 1886 року одночасно та незалежно французом Полем Еру та американцем Чарльзом Голлом. З огляду на подібність біографій та діяльності їх часто називають «алюмінієвими двійниками».
Виробництво вторинного алюмінію з брухту й відходів відбувається за іншою технологією та потребує набагато менше електроенергії, ніж отримання первинного алюмінію.

## Етапи процесу

Схема електролізера з виробництва алюмінію за процесом Голла-Еру

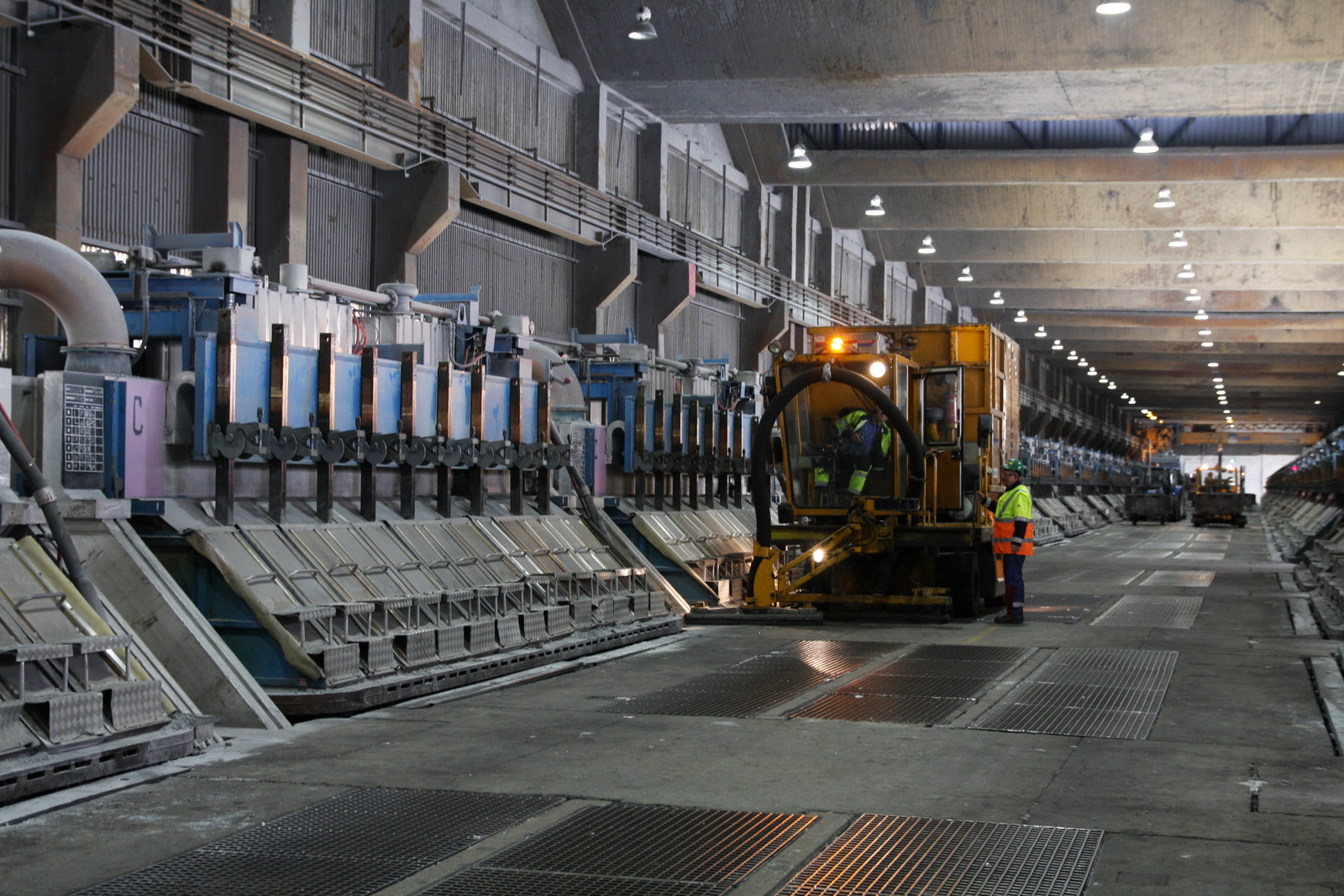
Промислова лінія з виробництва алюмінію на заводі корпорації Alcoa в Mosjøen (Норвегія)

Оксид алюмінію (температура плавлення 2045 °C), отриманий з бокситу за процесом Байєра, змішується з розплавленим кріолітом Na3[AlF6] (80-90 %), щоб отримати у ванні електролізера евтектику з нижчою температурою плавлення — приблизно 950 °C.
Електролізер складається зі сталевого резервуару, футерованого всередині вогнетривким шаром і вуглецевим матеріалом (графіт/антрацит), який виконує роль катода. Ванна електролізера заповнена кріолітно-глиноземним розплавом, у який занурені графітові аноди. На електроди подається постійний електричний струм напругою 4...5 В, силою струму 80...100 кА і більше. Робоча температура ванни електролізера підтримується без зовнішнього нагрівання за рахунок тепла, яке виділяється від проходження через розплав електричного струму між анодом і катодом і яке компенсує втрати тепла через ендотермічну реакцію відновлення оксиду алюмінію, видалення рідкого гарячого алюмінію з дна ванни та відведення з розплаву гарячих газів. Анод під час електролізу вигорає і його поступово опускають в розплав.
У процесі електролізу в розплавленому електроліті відбувається дисоціація молекул глинозему:
{\displaystyle \mathrm {Al_{2}O_{3}\longrightarrow 2\ Al^{3+}+3\ O^{2-}} }.
На катоді розряджаються тільки катіони алюмінію: 
{\displaystyle {\rm {Al^{3+}+3e^{-}\rightarrow Al\;{\text{метал}}}}},
який стікає на дно ванни, і його періодично  видаляють з електролізера сифонуванням або відсмоктуванням у вакуумні ковші. Таким способом для одержання металевого алюмінію практично витрачається лише глинозем. Із збідненням електроліту глиноземом його періодично довантажують у ванну.
На аноді виділяються монооксид і діоксид вуглецю: 
{\displaystyle {\rm {O^{2-}+C\rightarrow CO+2e^{-}}}},
{\displaystyle {\rm {2O^{2-}+C\rightarrow CO_{2}+4e^{-}}}},
які у формі бульбашок виходить в атмосферу.
Під час процесу можуть виникнути небажані побічні реакції, деякі з яких створюють серйозні екологічні проблеми. Зокрема, утворюється фтороводень, діоксид вуглецю, тетрафторид вуглецю, які посилюють парниковий ефект.
1997 року Американське хімічне товариство визнало процес Голла-Еру національною історичною хімічною пам'яткою на знак визнання важливості цього процесу в комерціалізації алюмінію.